# Behindertenbewegung
Die Behindertenbewegung ist eine soziale Bewegung von Menschen mit Behinderung, die ihre Interessen selbst wahrnehmen wollen. Dabei wollen sie auch die Gesellschaft für behindertenspezifische Bedürfnisse sensibilisieren, das Selbstverständnis von Menschen mit Behinderung stärken und damit die Ausgrenzung von Menschen mit Behinderungen in der Gesellschaft langfristig verhindern. Ob vollständige Integration ein Ziel der Behindertenbewegung sein sollte, ist innerhalb der Gruppen umstritten. In der Bundesrepublik Deutschland hat sich die Behindertenbewegung lange Zeit in Abgrenzung von den großen Wohlfahrtsverbänden und den etablierten Behindertenorganisationen entwickelt. Die einen galten als Behinderer, weil sie auch vielfältige Sondereinrichtungen wie z. B. Heime betreiben, die anderen galten als zu angepasst. Ein maßgeblicher Vertreter der Behindertenbewegung war Gusti Steiner, der bereits in den 1970er Jahren Aktionen gegen Behindertenfeindlichkeit organisierte.

## Historischer Kontext
Menschen mit wahrnehmbaren Behinderungen wurden von jeher ausgegrenzt und diskriminiert. Im Mittelalter galt eine angeborene Behinderung als Werk des Teufels, bestimmte abergläubische Vorstellungen hielten sich bis zum 20. Jahrhundert. Die von griechischen Philosophen stammende Physiognomielehre stellte einen Zusammenhang zwischen Behinderung und Charaktereigenschaften her, die später unter dem Einfluss der Rassenlehre erneut aufkamen. Eugenisch motivierte Sterilisationen von Frauen mit Behinderung fanden auch in neuerer Zeit immer wieder statt.
Im Gegensatz zu früher greifen heute Menschen mit Behinderung aktiv selbst in die Debatte ein, organisieren sich und vertreten ihre Anliegen selbst, sofern sie dazu in der Lage sind. Sie verstehen sich auch als Vertreter derer, die für ihre Interessen nicht selbst eintreten können, z. B. von Ungeborenen, die im Zuge einer Pränataldiagnose positiv getestet wurden. Zu Beginn des 21. Jahrhunderts ist die Debatte über das Verhältnis von Gesellschaft zu Behinderung wegen der Möglichkeiten pränataler Diagnostik aktueller denn je.

## Zentrale Themen
Zentrale Themen sind unter anderem Selbstbestimmung und Selbständigkeit von Menschen mit Behinderung, Zugang zu Bildung, Berufsausbildung und Berufswelt, Zugänglichkeit von Gebäuden, existenzsichernde Renten, Abbau juristischer Benachteiligung und Diskriminierungen jeder Art, aktive Förderung der Inklusion und barrierearme Bauweise.
Vor allem die Bewegung „People First“, in Deutschland unter dem Namen Mensch zuerst – Netzwerk People First Deutschland vertreten, legt den Hauptakzent ihrer Aktivitäten auf das Bemühen, in der Gesellschaft einen Wandel im Sprechen und Denken auszulösen. Die Bewegung empfindet Aussagen des Typs: „Du bist / Sie sind behindert.“ als beleidigend. Der Name „People First“ ist auf zweierlei Weise zu verstehen: Erstens sollen alle Personenbezeichnungen mit den Wörtern „Mensch mit…“ beginnen. Zweitens wird durch den Namen ausgedrückt, dass die Gesellschaft mehr Wertschätzung bzw. Respekt gegenüber den betroffenen Menschen entwickeln soll. Bekannt geworden ist „Mensch zuerst“ in Deutschland vor allem durch die Forderung, man solle statt von „Menschen mit einer geistigen Behinderung“ von „Menschen mit Lernschwierigkeiten“ sprechen.

„Flagge der Überwindung und Behinderung“

In Spanien entstand der Gedanke, dass es weltweit eine Flagge geben solle, die alle Menschen mit Behinderung symbolisieren solle. Ein 2017 veröffentlichter Entwurf, der im spanischsprachigen Raum einhellig auf Zustimmung, nicht nur unter Menschen mit Behinderung, stößt, stellt eine Tricolore in den Farben Gold, Silber und Bronze dar. Ihr Schöpfer, ein Tänzer mit Down-Syndrom, nannte diese Flagge zunächst „Bandera de la Discapidad“ (wörtlich: „Flagge der Behinderung“). Später wurde ihr Name in „Bandera de la Superación y la Discapacidad“ („Flagge der Überwindung und Behinderung“) geändert.

## Entwicklung in den deutschsprachigen Ländern
Seit den 1960er Jahren organisieren sich Menschen mit Behinderungen in Verbänden, Stiftungen, Lobbys, Selbsthilfeorganisationen und Arbeitsgemeinschaften. Neben politischer Arbeit finden viele Selbsthilfeaktionen (zum Beispiel Behindertenfahrdienste) statt. Es entstanden spezifische Organisationen für Menschen mit speziellen Behinderungen (blinde, gehörlose, gehbehinderte, geistig behinderte usw. Menschen).
Die eigentliche Behindertenbewegung hat Anfang der 1970er Jahre im Frankfurter Volkshochschulkurs „Bewältigung der Umwelt“, den Ernst Klee und Gusti Steiner anboten, ihren Anfang genommen. „Wir hatten bauliche Barrieren, bauliche Behinderungen in direkter Konfrontation mit dem 'Prädikat Behindertenfeindlich' ausgezeichnet, hatten uns zwei Kriegsopferverbände, das Sozialamt, die Allgemeine Ortskrankenkasse und das Gesundheitsamt der Stadt Frankfurt aufs Korn genommen. Am Tage darauf veranstalteten wir im Zentrum der Stadt Frankfurt ein Rollstuhl-Training, in dessen Verlauf wir eine Straßenbahn blockierten. Ein Rollstuhlfahrer versuchte, in die Straßenbahn einzusteigen. Stufen und eine Mittelstange versperrten ihm den Zutritt. Währenddessen rollte ich auf die Schienen, stellte mich vor die Straßenbahn und erklärte über ein Megaphon, dass Busse, Straßenbahnen, U-Bahnen nicht für Behinderte konstruiert wurden.“
Wichtige Meilensteine waren die Aktionen gegen das „UNO-Jahr der Behinderten“ 1981, das Krüppeltribunal gegen Menschenrechtsverletzungen im Sozialstaat 1981, das Engagement gegen die Auftritte des „Euthanasie“-Philosophen Peter Singer in Deutschland 1989 und die Kampagne für die Einführung des Antidiskriminierungsgebots in Artikel 3 Absatz des Grundgesetzes (Grundgesetz), sowie der Kampf für Antidiskriminierungsgesetze.
Die verschiedenen Organisationen finden sich in Deutschland im Deutschen Behindertenrat und der Bundesarbeitsgemeinschaft Selbsthilfe, in der Schweiz in der Pro Infirmis und der Pro Mente Sana zusammen.

## Entwicklung in den USA
In den USA wurde das disability rights movement in den 1970er zu einer bedeutsamen Kraft; ermutigt wurde die Bewegung von den Beispielen der afroamerikanischen Bürgerrechtsbewegung und von der zweiten Welle der Frauenbewegung, die in den späten 1960ern begann. Zu einem Sprungbrett wurde das seit 1951 veranstaltete Camp Jened, ein Ferienlager für behinderte Menschen in New York. Viele Teilnehmende und Aufsichtspersonen (auch bekannt als „Jenedians“) wurden Behindertenrechtsaktivisten, darunter Judith Heumann, James LeBrecht und Bobbi Linn.
Eine der wichtigsten Entwicklungen war die Independent Living-Bewegung, die in Kalifornien entstand. Ein anderer Wendepunkt war der landesweite sit-in von Regierungsgebäuden, den Frank Bowe angeregt hatte. Er wurde von der American Coalition of Citizens with Disabilities 1977 organisiert, fand in Gebäuden der nationalen Gesundheitsbehörde HEW (United States Department of Health, Education, and Welfare) in San Francisco und Washington, D.C. statt und führte zu Veränderungen des Rehabilitation Act von 1973. Vor der Verabschiedung des Americans with Disabilities Act im Jahr 1990 war dies das wichtigste Gesetz in Bezug auf Behinderungen.

„Disability Pride Flag“

Ebenfalls nach dem Vorbild der Bürgerrechtsbewegung (vgl. James Browns Hit Say It Loud – I'm Black And Proud), aber auch nach dem Vorbild von Gay Pride entwickelte sich in den USA die Disability-Pride-Bewegung, die ihren Ausdruck vor allem in Form von Disability Pride Weeks und Disability Parades findet, die inzwischen auch außerhalb der USA stattfinden. Eng verwandt mit der „Disability Pride“-Bewegung ist die Mad-Pride-Bewegung, deren Kern Menschen mit Psychiatrie-Erfahrungen bilden.
Für die „Disability Pride“-Bewegung wurde 2019 in den USA eine eigene Flagge entworfen.

### Deutsch
- Franz Christoph: Unterdrückung durch Normalität. In: Gerber, Ernst P.; Piaggio, Lorenzo (Hrsg.): Behinderten-Emanzipation. Körperbehinderte in der Offensive. Z-Verlag: Basel, 1984, S. 69–77 (Nachdruck des„Behindertenstandpunkt“ von 1980)
- Ernst Klee: Behindert: über die Enteignung von Körper und Bewusstsein; ein kritisches Handbuch. S. Fischer, Frankfurt am Main 1980, Taschenbuch 1987
- H.-Günter Heiden - Gerhard Simon - Udo Wilken: Otto Perl und die Entwicklung von Selbstbestimmung und Selbstkontrolle in der Körperbehinderten-Selbsthilfe-Bewegung. Mit einem Nachdruck des Hauptwerkes von Otto Perl: „Krüppeltum und Gesellschaft im Wandel der Zeit“. Bundesverband Selbsthilfe Körperbehinderter e. V. - BSK, Krautheim 1993.

### Englisch
- Roberta Ann Johnson: Mobilizing the Disabled. In: Social Movements of the Sixties and Seventies, Hrsg. von Jo Freeman, Longman, 1983, S. 82–100; reprinted in Waves of Protest: Social Movements Since the Sixties Hrsg. von Jo Freeman and Victoria Johnson, Rowman and Littlefield, 1999, S. 25–45.
- Paul K. Longmore and Laurie Umansky (Hrsg.): The New Disability History: American Perspectives New York Univ. Press, 2001.
- Fred Pelka: The ABC Clio Companion to the Disability Rights Movement. ABC-Clio, 1997.
- Joseph P. Shapiro: No Pity: People with Disabilities Forging a New Civil Rights Movement. Times Books, 1993, ISBN 0-8129-2412-6